# Domenico di Agostino

Abside del Duomo di Siena

Domenico di Agostino (Siena, 1315/1320 circa – Siena, 1366) è stato un architetto e scultore italiano.

## Biografia
Figlio dello scultore Agostino di Giovanni e di Lagina di Nese (sposati nel 1310), era fratello minore di Giovanni d'Agostino. Si formò in famiglia, accompagnando padre e fratello probabilmente ad Arezzo, Pistoia e Grosseto, dove essi lavorarono.
A Siena abitò nel "popolo" di San Quirico e alla morte del fratello, verosimilmente durante la peste nera del 1348 o poco dopo, ne eredità il ruolo di capomastro del Duomo di Siena, a partire dal 1350.
La data di nascita di Domenico è ignota, ma si sa da un documento che nel 1343 era già considerato "maestro", quindi titolare di un'attività indipendente in campo artistico. In quell'anno il suo nome è riportato in un contratto di vendita di beni immobili, e compare in un atto simile anche l'anno successivo.

### Architetto
L'attività di architetto è invece documentata dal 1347, quando venne deputato, assieme a Landuccio di maestro Marco, alla costruzione delle mura di Grosseto; in tale incarico è citato ancora nel 1351. Nel 1348 inoltre venne pagato per il disegno dell'abside e dell'attigua cappella di Santa Lucia nella chiesa di Sant'Agostino a Massa Marittima.
La sua impresa più importante fu comunque legata alla fabbrica del duomo senese, in anni particolarmente critici per le scelte prese nel cantiere. Dopo l'interruzione dovuta all'epidemia del 1348, i lavori ripresero scoprendo gravi e irrimediabili deficienze di statica nell'ampliamento del "Duomo Nuovo", avviato da Lorenzo Maitani nel 1339, che avrebbero richiesto grandissimi sforzi di ordine tecnico ed economico. Domenico e l'altro capomastro Niccolò di Cecco del Mercia denunciarono la situazione agli Operai e i consiglieri della fabbrica della cattedrale, consigliando di abbandonare l'impresa dedicandosi piuttosto al completamento e l'abbellimento della chiesa originaria.
Domenico diresse così, per più di dieci anni e fino alla morte, i lavori al più modesto e ragionevole progetto precedente, concentrandoli sul prolungamento dell'edificio verso Vallepiatta, ottenuto allungando il capocroce (dove era il coro romanico a cinque absidi) tramite costruzioni altissime, dove poi fu ricavato anche il battistero.
A partire dal 1355 i lavori ripresero dunque con decisione nel cantiere ridimensionato, con una vera e propria schiera di maestri di pietra i quali riuscirono in breve tempo a compire la parte terminale dell'edificio fino all'altezza delle vetrate dell'abside.
Dal 1366 Domenico non comparve più nei libri di entrate e uscite dell'Opera del Duomo. I suoi progetti continuarono comunque ad essere utilizzati: nel 1369 e nel 1370 venne pagato alla vedova monna Giovanna l'acquisto di "carte disegnate e pietre intagliate".

### Scultore
L'attività di scultore è testimoniata in un documento del 1348 in cui ci si riferisce a lui come "magister lapiduni" e da un pagamento datato 1357 per il rifacimento di un'ala di un angelo di marmo nella cuspide centrale della facciata del duomo di Siena. Il suo nome figura inoltre nella "lista dei maestri di pietra" segnati nel Libro delle arti (1363), ma nessuna opera gli è riferibile con certezza. Carli selezionò alcune opere che mostrano una derivazione dai modi del padre Agostino di Giovanni e strette affinità coi modi del fratello Giovanni ma non sufficienti ad attribuirgliele direttamente. Tra queste ci sono alcune parti del monumento funebre di Cino de' Sighibuldi realizzato nel 1337 a fianco del padre nel Duomo di Pistoia (sculture di uno dei discepoli posti sulla cassa, di un'Annunciata e del gruppo, formato dalla Madonna con in braccio il Bambino, san Zeno e san Iacopo che raccomanda un devoto entro il tabernacolo di coronamento). In tali opere si riscontra il robusto e squadrato plasticismo di Agostino, ma anche una concezione e un'esecuzione molto più delicate e raffinate, vicine allo stile di Giovanni ma non alla sua altezza in quanto a leggerezza ed eleganza.
Sulla base di queste considerazioni stilistiche sono riferite a Domenico una Madonna col Bambino nel Bode-Museum, una parte delle sculture del prospetto della cappella Petroni (1336) nel chiostro della basilica di San Francesco a Siena e, con riserva, una Madonna nella pieve di San Giuliano di Gavorrano.
A una fase più tarda potrebbero risalire tre busti nei trilobi delle finestre del battistero di San Giovanni a Siena (Redentore benedicente tra due schiere di cherubini, un Profeta con cartiglio e una Sant'Apollonia), stilisticamente affini alle opere di Giovanni ma cronologicamente più tarde, messe in opera in quella porzione dell'edificio che venne cominciata dopo la morte del fratello.